# Lucien Ballard
Pour les articles homonymes, voir Ballard.
Lucien Ballard est un directeur de la photographie américain né le 6 mai 1908 à Miami (Oklahoma) et mort le 1er octobre 1988 à Rancho Mirage dans un accident de la route.

## Filmographie
- 1930 : Cœurs brûlés (Morocco)
- 1935 : La Femme et le Pantin (The Devil Is a Woman)
- 1935 : Crime et châtiment (Crime and Punishment)
- 1936 : Sa Majesté est de sortie (The King Steps Out) de Josef von Sternberg
- 1936 : The Final Hour (en)
- 1936 : L'Obsession de madame Craig (Craig's Wife)
- 1937 : La Danseuse de San Diego (The Devil's Playground)
- 1937 : Racketeers in Exile
- 1937 : Échec au crime (I Promise to Pay) de D. Ross Lederman
- 1937 : Venus Makes Trouble
- 1937 : Girls Can Play
- 1937 : Cash and Carry
- 1937 : Life Begins with Love
- 1937 : Le Fantôme du cirque (The Shadow)
- 1938 : Penitentiary
- 1938 : The Lone Wolf in Paris
- 1938 : Highway Patrol
- 1938 : Squadron of Honor
- 1938 : Violent Is the Word for Curly
- 1938 : Flight to Fame
- 1938 : The Nightshirt Bandit
- 1938 : Flat Foot Stooges
- 1939 : Three Little Sew and Sews
- 1939 : The Thundering West
- 1939 : Texas Stampede
- 1939 : Let Us Live
- 1939 : A-Ducking They Did Go
- 1939 : Outside These Walls
- 1939 : Yes, We Have No Bonanza
- 1939 : L'Étrange Rêve (Blind Alley)
- 1939 : Coast Guard
- 1940 : No Census, No Feeling
- 1940 : The Villain Still Pursued Her
- 1941 : Wild Geese Calling
- 1942 : La Péniche de l'amour (Moontide)
- 1942 : Whispering Ghosts (en) d'Alfred L. Werker
- 1942 : Ce que femme veut (Orchestra Wives) d'Archie Mayo
- 1942 : The Undying Monster
- 1943 : Tonight We Raid Calais
- 1943 : Bomber's Moon
- 1943 : Holy Matrimony
- 1944 : Jack l'Éventreur (The Lodger)
- 1944 : Le Roi du swing (Sweet and Low-Down) de Archie Mayo
- 1944 : Laura
- 1945 : Notre cher amour (This Love of Ours)
- 1946 : Tentation (en) (Temptation)
- 1947 : La Chanson des ténèbres (Night Song)
- 1948 : Berlin Express
- 1951 : La Maison sur la colline (The House on Telegraph Hill)
- 1951 : Chéri, divorçons (Let's Make It Legal)
- 1951 : Baïonnette au canon (Fixed Bayonets!)
- 1952 : Return of the Texan
- 1952 : Courrier diplomatique (Diplomatic Courier)
- 1952 : Troublez-moi ce soir (Don't Bother to Knock)
- 1952 : La Sarabande des pantins (O. Henry's Full House)
- 1952 : Night Without Sleep
- 1953 : Les Rats du désert (The Desert Rats)
- 1953 : La Brigade glorieuse (The Glory Brigade)
- 1953 : La Piste fatale (Inferno)
- 1954 : New Faces
- 1954 : Prince Vaillant (Prince Valiant)
- 1954 : Le Raid (The Raid)
- 1955 : La Plume blanche (White feather)
- 1955 : Le Brave et La Belle (The Magnificent matador)
- 1955 : Seven Cities of Gold
- 1956 : Le Tueur s'est évadé (The Killer is Loose)
- 1956 : L'Ultime Razzia (The Killing)
- 1956 : Le Shérif (The Proud Ones)
- 1956 : Baiser mortel (A Kiss Before Dying), de Gerd Oswald
- 1956 : Le Roi et Quatre Reines (The King and Four Queens)
- 1957 : La Femme et le rôdeur (The Unholy Wife) de John Farrow
- 1957 : L'Esclave libre (Band of Angels)
- 1958 : I Married a Woman
- 1958 : L'Aventurier du Texas (Buchanan Rides Alone)
- 1958 : Murder by Contract
- 1959 : Anna Lucasta
- 1959 : City of Fear
- 1959 : Al Capone
- 1960 : La Chute d'un caïd (The Rise and Fall of Legs Diamond)
- 1960 : Le Buisson ardent (The Bramble Bush)
- 1960 : La Mafia (Pay or Die)
- 1960 : Desire in the Dust
- 1961 : La Fiancée de papa (The Parent Trap)
- 1961 : Marines, en avant ! (Marines, Let's Go!) de Raoul Walsh
- 1961 : Susan Slade
- 1962 : Elfego Baca: Six Gun Law
- 1962 : Coups de feu dans la Sierra (Ride the High Country)
- 1963 : La Cage aux femmes (The Caretakers)
- 1963 : Le Divan de l'infidélité (Wives and Lovers)
- 1963 : Wall of Noise
- 1963 : Ah! Si papa savait ça (Take Her, She's Mine)
- 1964 : The New Interns
- 1964 : L'Homme à tout faire (Roustabout)
- 1965 : Chère Brigitte (Dear Brigitte)
- 1965 : Les Quatre fils de Katie Elder (The Sons of Katie Elder)
- 1965 : Boeing (707) Boeing (707)
- 1966 : Nevada Smith
- 1966 : An Eye for an Eye
- 1967 : Sept secondes en enfer (Hour of the Gun)
- 1968 : Will Penny, le solitaire (Will Penny)
- 1968 : La Party (The Party)
- 1968 : How Sweet It Is!
- 1969 : A Time for Dying
- 1969 : Cent dollars pour un shérif (True Grit)
- 1969 : La Horde sauvage (The Wild Bunch)
- 1970 : Un nommé Cable Hogue
- 1970 : Le Maître des îles (The Hawaiians)
- 1970 : Elvis: That's the Way It Is
- 1971 : What's the Matter with Helen?
- 1972 : Junior Bonner, le dernier bagarreur (Junior Bonner)
- 1972 : Arruza
- 1972 : Guet-apens (The Getaway)
- 1973 : Mme bijou (Lady Ice)
- 1974 : Thomasine & Bushrod
- 1974 : Les Démolisseurs (Three the Hard Way) de Gordon Parks Jr.
- 1975 : L'Évadé (Breakout)
- 1975 : Le Solitaire de Fort Humboldt (Breakheart Pass)
- 1976 : L'Enfer des mandingos (Drum)
- 1976 : Monsieur St. Ives (St. Ives)
- 1976 : C'est arrivé entre midi et trois heures (From Noon Till Three)
- 1976 : Mikey et Nicky (Mikey and Nicky)
- 1978 : Rabbit Test
- 1985 : My Kingdom For...